# Caderzone Terme
Caderzone Terme és un municipi italià, dins de la província de Trento. L'any 2007 tenia 635 habitants. Limita amb els municipis de Bocenago, Carisolo, Giustino, Massimeno, Pinzolo, Spiazzo i Strembo.

## Administració
| Període | Identitat      | Partit        |
| ------- | -------------- | ------------- |
| 2005-   | Maurizio Polla | Llista cívica |